# NGC 6570
NGC 6570 هي مجرة تتبع كوكبة الحواء. اكتشفها ألبرت مارث في 2 يونيو 1864.

## روابط خارجية
- NGC 6570 على موقع ويكي سكاي: DSS2, SDSS, GALEX, IRAS, Hydrogen α, X-Ray, Astrophoto, Sky Map, Articles and images